# Algemene begraafplaats van Bussum
De Algemene begraafplaats van Bussum is een algemene begraafplaats uit 1886, gelegen aan de Nieuwe Hilversumseweg 70 in toentertijd Bussum, nu in de gemeente Gooise Meren en is gedeeltelijk voor het oudste gedeelte met aanleg, padenstelsel, oude toegangshek, grafmonumenten en voormalige aula, een gemeentelijk monument.

## Historie
Met de toename van de groei van de gemeente Bussum en met het oog op de verwachte toename van het begraven van de inwoners werd besloten om de oorspronkelijke oude algemene begraafplaats uit 1872, gelegen aan de Singel in Bussum te sluiten en te verplaatsen naar waar nu de huidige algemene begraafplaats aanwezig is.
Het ontwerp is gemaakt door J.F. Everts (opzichter toentertijd van de gemeentewerken), en was voorbereid op een gestage uitbreiding die de toename aan toekomstige begravingen goed kon opvangen. De beplanting is bedacht door Dirk Tersteeg.
Uitbreidingen door grondaankopen, richting het zuiden en zuidwesten, hebben plaatsgevonden in 1936 en 1947.
Het zuidwestelijke deel van de uitbreiding van de begraafplaats werd in 1952 verkocht door de gemeente Bussum aan het Rooms Katholieke kerkbestuur voor de aanleg van een Nieuwe Rooms Katholieke Begraafplaats. Daarbij werd een nieuwe toegangsweg aangelegd met toegangspoort aan de Struikheideweg.
De toegang van de Algemene begraafplaats werd gelegd aan de Nieuwe Hilversumseweg, tegenover de reeds in 1822 aangelegde Oude Rooms-Katholieke Begraafplaats Bussum. Achter een halve cirkel werd een smeedijzeren hekwerk tussen bakstenen pijlers geplaatst in 1887, deze is ontworpen door de gemeente architect J.F. Everts. In de hoofdas werd in 1923 een aula naar ontwerp van gemeentearchitect G.W. Boomsma gebouwd.  De zakelijk-expressionistische stijl van het gebouw en de gaafheid ervan geven de aula een tijdloze uitdrukking.
De negen grafvelden kenmerken zich door een rechtlijnige opzet met een kruisvormig patroon en zijn soms van elkaar gescheiden door graspaden. 
Aan de zuidzijde zijn enkele overgangen naar de latere grotere uitbreiding gemaakt, waarbij ook een nieuwe grotere aula gemaakt is. Sinds 1974 loopt de algemene begraafplaats over in de nieuwe Rooms-Katholieke begraafplaats.
De begraafplaats beschikt over een oude toegangspoort gelegen aan de Nieuwe Hilversumseweg die meestal gesloten is en een nieuwere toegangspoort uit 1967 die meer westwaarts gelegen is aan de Hilversumseweg.
Op de begraafplaats zijn ook een zestal oorlogsgraven van inwoners omgekomen tijdens de Tweede Wereldoorlog.
Laatste rustplaats van o.a.
- Suchtelen van de Haare, R. van, Burgemeester van Bussum
- Hugo de Bordes, Burgemeester van Bussum
- Meine Fernhout, Burgemeester van Bussum
- van Dishoeck, uitgever
- Paul van Eeden (1889 - 1913), zoon van Frederik van Eeden
- Loman, P.J. (mede-ontwikkelaar van Het Spiegel)
- Cornelis Kruisweg, architect
- Everts, J.F., architect en ontwerper van de begraafplaats
- Haspels, J.C., Burgemeester van Bussum
- Adriaan van Oordt, schrijver
- Lambertus Zijl, beeldhouwer

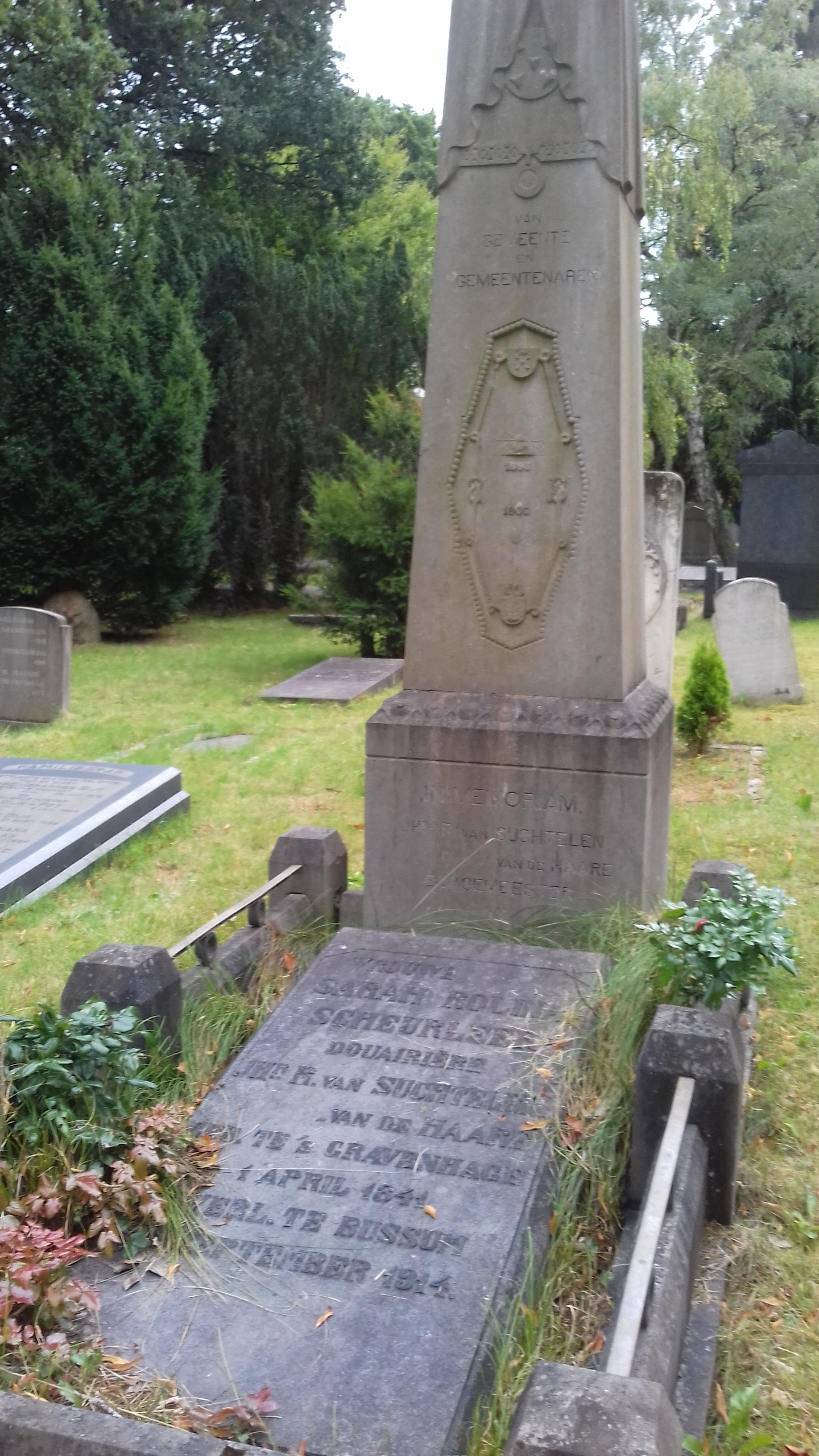
Grafmonument van Burgemeester, Suchtelen van de Haare
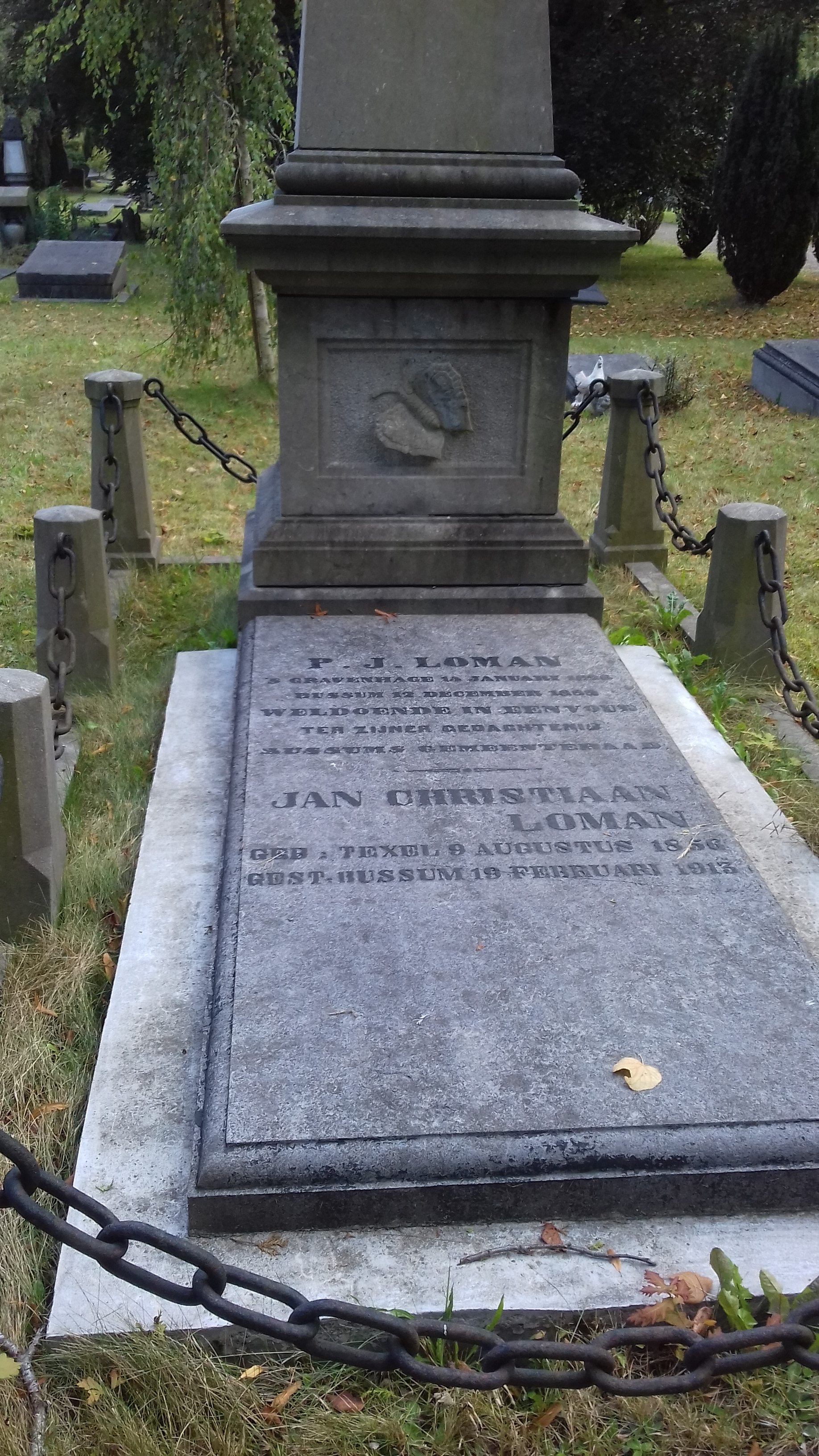
Grafmonument P. Loman
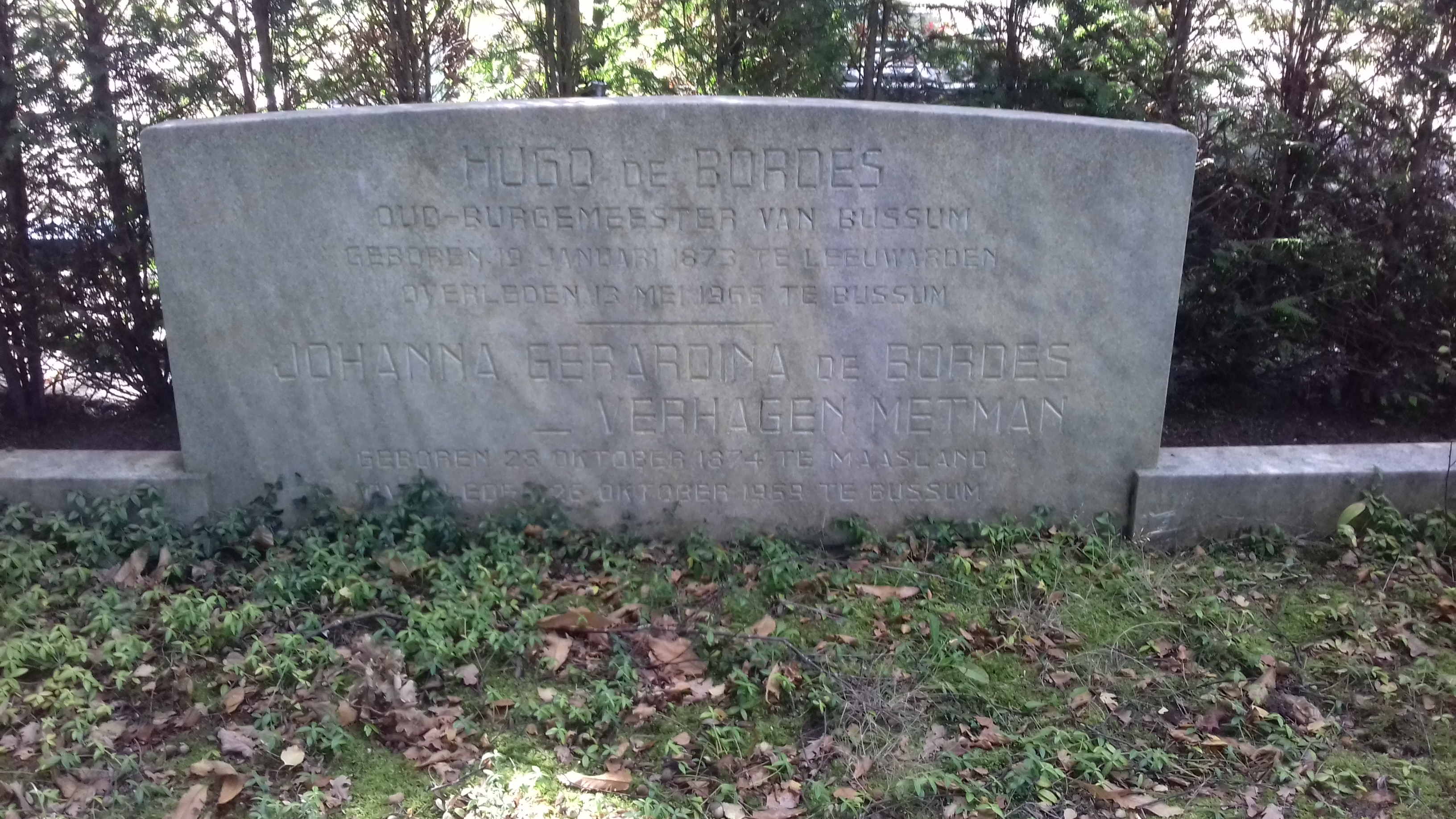
Grafmonument van Burgemeester, H. Bordes
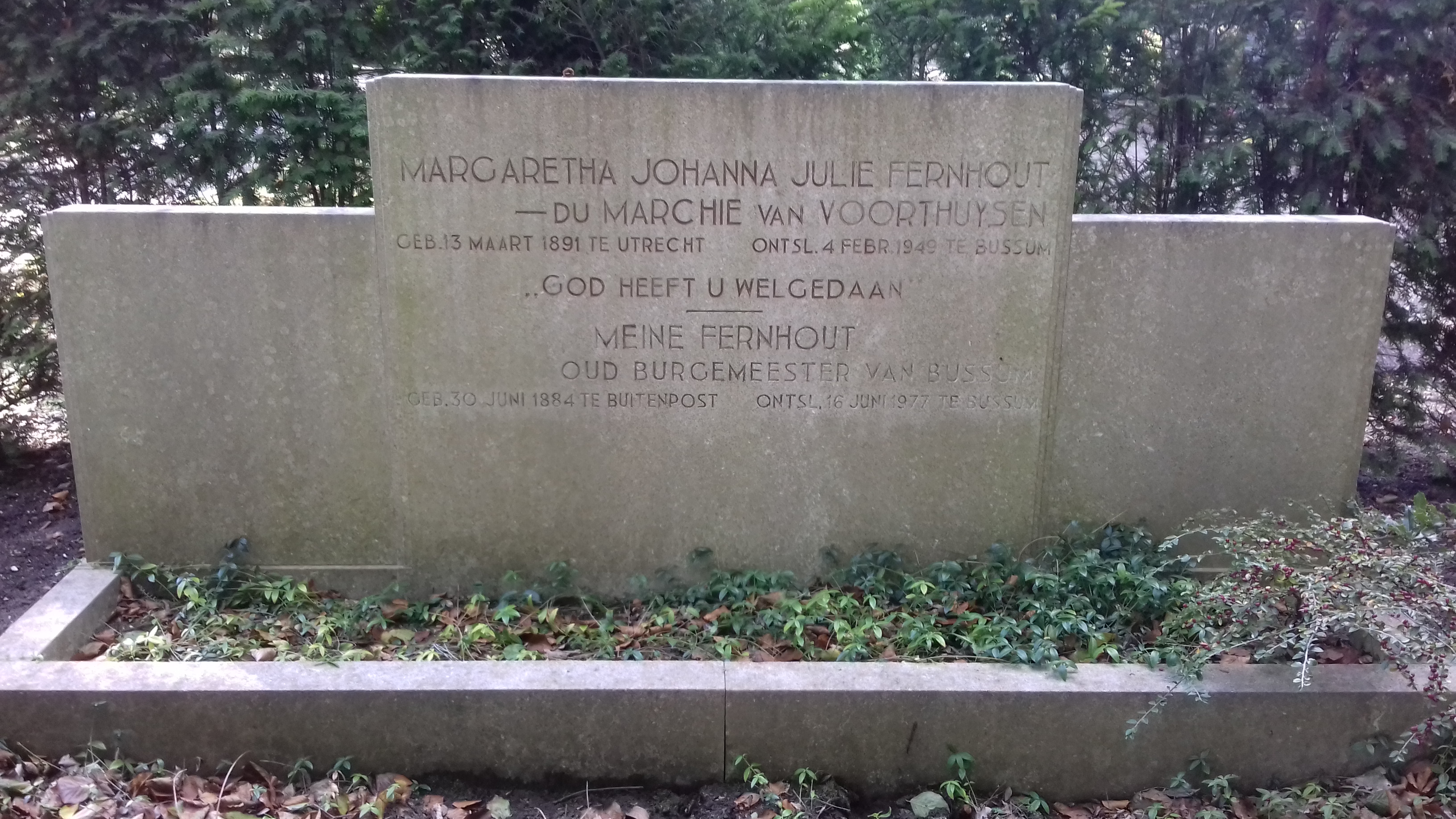
Grafmonument van Burgemeester M. Fernhout
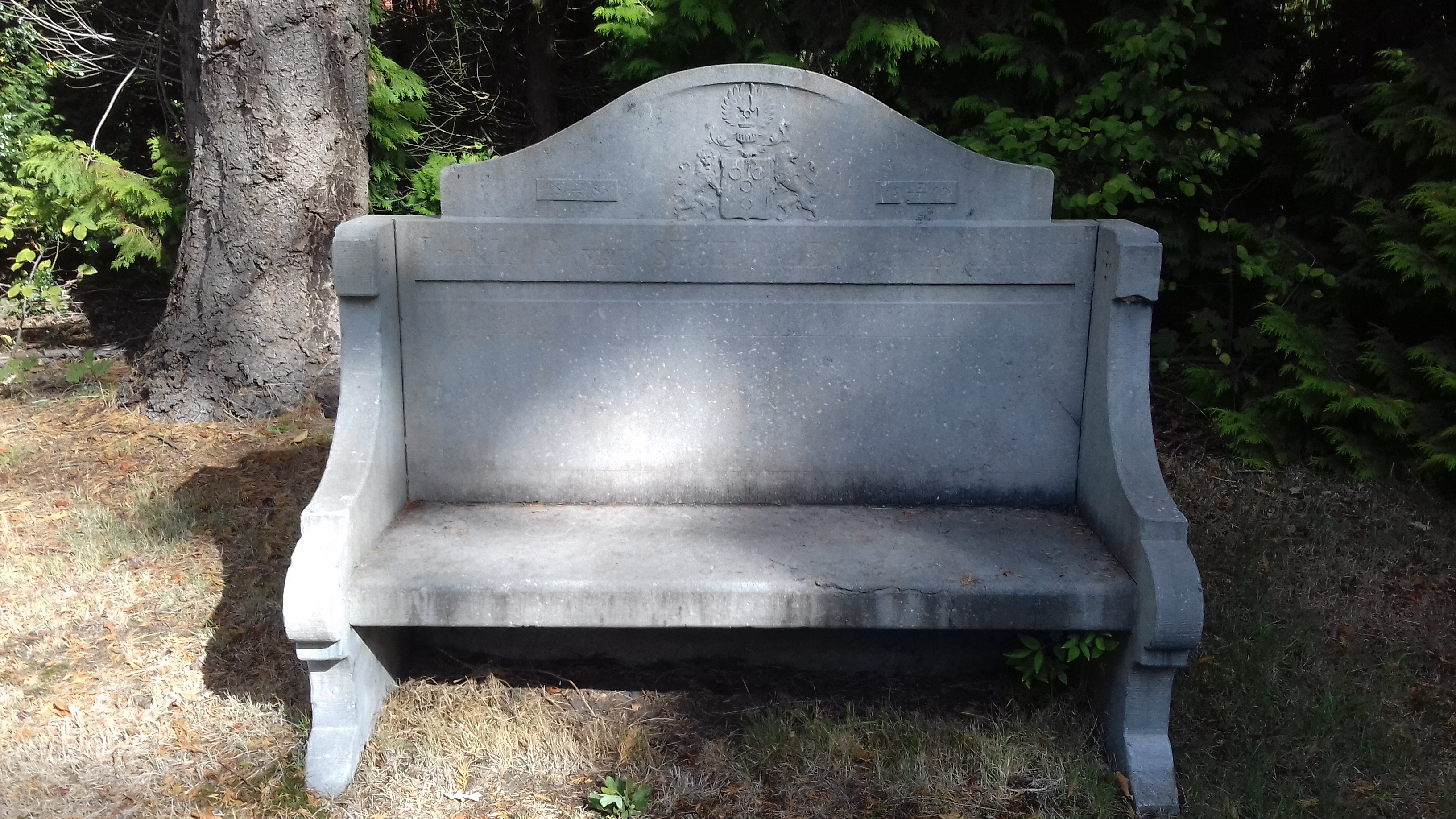
Gedenkbank voor Jhr. R. van Suchtelen van de Haare